# Кремнійполімер
Запорíзьке держáвне підприємство «Крéмнійполімер» — єдиний в Україні виробник кремнійорганічної продукції (силіконів). 
«Кремнійполімер» розташований у Заводському районі міста Запоріжжя, є провідним постачальником кремнійорганічної продукції для споживачів ринку. Продукція підприємства затребувана і широко використовується не тільки в Україні, але і за її межами, в країнах Європи, Азії.
Організаційно-правова форма — національне підприємство.

## Історія
«Кремнійполімер» заснований у 1963 році.

## Продукція
Підприємство ЗДП «Кремнійполімер» надає особливе значення виробництву продуктів, що відповідають вимогам охорони навколишнього середовища, здоров'я людини і задовольняє споживчим запитам ділових партнерів. Перелік продукції становить понад 200 найменувань. Технічна оснащеність підприємства та багатий професійний досвід колективу забезпечують високі технічні та споживчі властивості продуктів, які використовуються в багатьох галузях народного господарства. Продукція підприємства користується великим попитом не тільки в Україні, а й за її межами. Її експортують більш ніж в двадцяти країнах світу: США, Індію, Угорщину, Францію, Нідерланди, Італію, Німеччину, Польщу, Китай, Японію, Болгарію, Казахстан, Білорусь тощо. 
Настільки великий перелік споживачів свідчить про високу якість продукції на рівні вимог світових стандартів.
ЗДП «Кремнійполімер» випускає:
- кремнійорганічні мономери;
- хлормісткі продукти;
- кремнійорганічні полімери;
- етилсилікати та продукти на їх основі;
- товари торговельної марки «Купава».

У світовому промисловому виробництві, мабуть, немає галузі, де б не застосовувалися кремнійорганічні полімери.
Різноманітна гама унікальних властивостей силіконів пояснює широкий спектр їх застосування:
- висока термостійкість;
- термостабільність;
- гідрофобність;
- мала залежність в'язкості від температури;
- збереження цих властивостей як при високих (+300-500 °С і більше) так і при низьких (до -100 °С) температурах;
- стійкість по відношенню до термоокислювальної деструкції, грибкової цвілі.

Фахівці заводу постійно ведуть розробки нових видів продукції і можливостей її застосування.
Традиційні сфери застосування кремнійорганічних сполук:
- хімічна промисловість;
- будівництво;
- Нафтогазова промисловість (видобуток, транспортування, переробка);
- автомобілебудування;
- електротехніка та електроніка;
- виробництво каучуку та інших штучних матеріалів;
- металообробна промисловість і машинобудування;
- медицина;
- косметологія.

Рішення деяких нових технічних завдань, наприклад, в області волоконної оптики, мембранної технології, сонячної енергетики, також неможливо без застосування полісілоксанов.